# Heterakis gallinarum
Heterakis gallinarum ist ein die Blinddärme besiedelnder Parasit bei Vögeln aus der Unterordnung der Spulwürmer. Wirte sind vor allem Hühnervögel, sowohl domestizierte als auch wildlebende, aber auch Wassergeflügel wird befallen. Er ist einer der Auslöser der Heterakiose. Die Larven können auch den Einzeller Histomonas meleagridis beherbergen und somit auch als Vektor für die Histomoniasis (Schwarzkopfkrankheit) dienen.

## Merkmale
Männchen sind 7 bis 13 mm lang, Weibchen 10 bis 15 mm. Der Ösophagus zeigt einen ausgeprägten hinteren Bulbus. Männchen tragen prominente Kaudalflügel, die von 12 Papillenpaaren gestützt werden. Die Spicula sind ungleich lang, der linke etwa 0,7 mm mit breiten Flügeln, der rechte ist etwa 2 mm lang und schlank. Die Eier sind 65–80 × 35–46 μm groß, ovoid, dick- und glattschalig und haben etwa parallele Seitenwände. Die Eier sind nur schwierig von Eiern anderer Spulwürmer zu unterscheiden, obwohl sie bei anderen Spulwürmern etwas größer und eher tonnenförmig sind.

## Lebenszyklus
Heterakis gallinarum hat einen direkten Lebenszyklus ohne Zwischenwirt, es können aber Regenwürmer als paratenischer Wirt fungieren. Die Eier gelangen mit dem Kot in die Außenwelt. Unter optimalen Temperaturen entwickelt sich innerhalb von zwei Wochen im Ei die Larve 3. Die Eier können in der Außenwelt mehrere Monate ansteckend bleiben. Die Ansteckung erfolgt entweder durch Aufnahme der Eier als Schmierinfektion oder durch die zuvor in die Gewebe der Regenwürmer ausgewanderten Larven mit dem Regenwurm. Im Darm des Endwirts entwickelt sich die Larve zum Adulten. Die Präpatenz beträgt etwa vier Wochen, die Adulten haben eine Lebensdauer von etwa einem Jahr.